# Messpalast Berlin

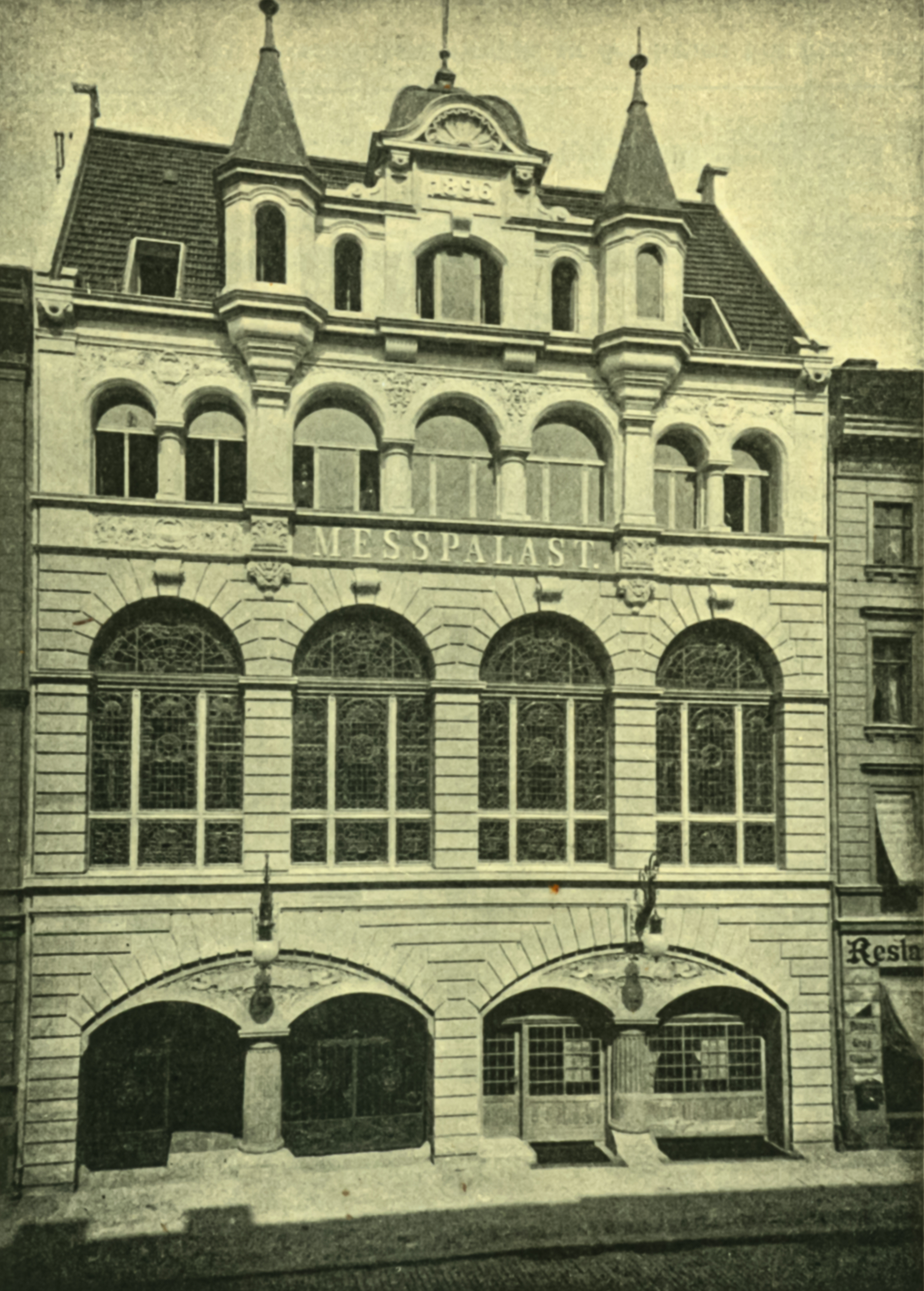
Messpalast in der Alexandrinenstraße

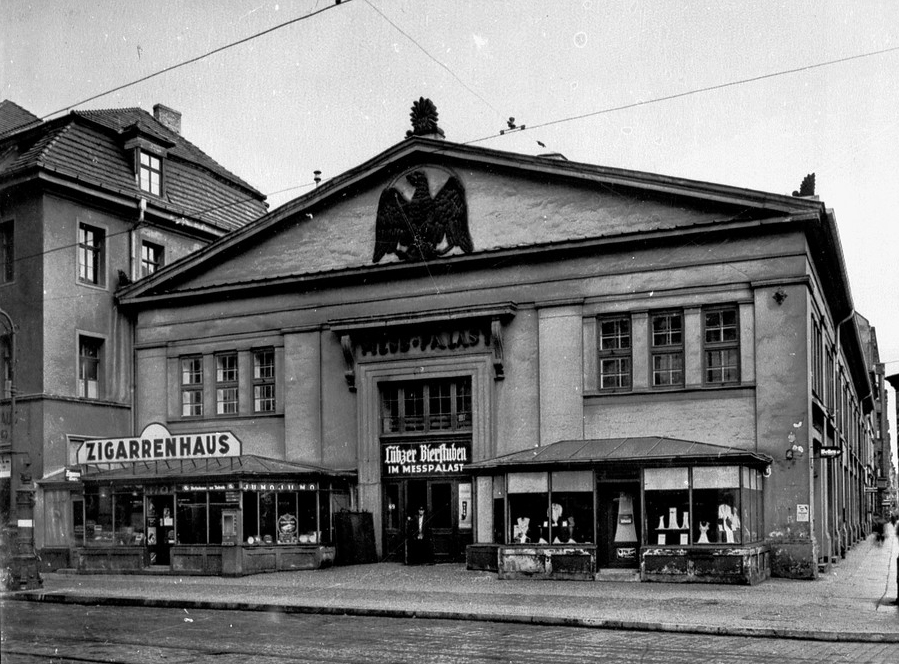
Messpalast im Gebäude der ehemaligen Reitbahn, um 1935

Der Messpalast war das erste Messegebäude in Berlin. Es befand sich in der Alexandrinenstraße 110 im heutigen Ortsteil Kreuzberg des Bezirks Friedrichshain-Kreuzberg.

## Geschichte
Um der Leipziger Messe für den norddeutschen Raum etwas entgegensetzen zu können, gründete sich im Jahr 1893 die 1893er Vereinigung für internationale Messen in Berlin. Die erste Berliner Messe fand in den interimistischen Räumen des City-Hotels und der angrenzenden Musterlager statt. Es folgte die Gründung der Berliner Messbau-Gesellschaft, hauptsächlich durch Grundbesitzer der Luisenstadt. 1895 wurde dann der Messpalast durch die Architekten Blumberg & Schreiber errichtet. Am 26. Februar 1896 wurde er eröffnet. In dem  mächtigen Gebäude standen für 500 Fabrikanten Räume zu Musterlagern zur Verfügung. Dadurch entstand eine große Konkurrenz zu den alten Messen von Leipzig und Frankfurt.
Ab Mitte der 1920er Jahre wurde zusätzlich die ehemalige Reitbahn der Lehr-Escadron (Alte Jakobstraße 14 / Ecke Ritterstraße 69) vom Messpalast genutzt. Beide Gebäude wurden im Zweiten Weltkrieg zerstört.